# DB Regio
DB Regio AG — дочірня компанія Deutsche Bahn, що займається обслуговуванням регіональних і приміських поїздів у Німеччині. 
DB Regio AG має штаб-квартиру у Франкфурті-на-Майні. 
Це 100% дочірня компанія Deutsche Bahn Group і є частиною бізнес-сегменту DB Regio, який також включає DB Regionnetz Verkehrs GmbH та інші незалежні дочірні компанії.
Компанія, яка є переважно загальнонаціональною операційною компанією, відповідає за всю регіональну транспортну діяльність (залізничний та автобусний) групи DB у Німеччині. 
Містить трафік у сусідніх країнах. 
Для обслуговування автопарку підприємство має власні майстерні.
Щодня компанія обслуговує 310 ліній з 22 800 поїздами та 295 000 зупинками. 
  
Вона має близько десяти мільйонів клієнтів. 

DB Regio AG виникла в ході другого етапу залізничної реформи 1 січня 1999 року з місцевого транспортного підрозділу Deutsche Bahn AG. 

## Корпоративна структура
На відміну від свого міжміського аналога DB Fernverkehr, DB Regio не обслуговує поїзди самостійно. 
Послуги замовляються та оплачуються землями Німеччини або їх районами Німеччини. 
Деякі штати уклали з DB Regio довгострокові контракти (зазвичай від 10 до 15 років).
Штаб-квартира DB Regio у Франкфурті відповідає за розвиток бізнесу та зосереджується на структурі та обслуговуванні регіональних підрозділів у укладанні транспортних контрактів і тендерах. 
Крім того, він підтримує регіони у галузі управління цінами та доходами, маркетингу та планування руху. 
Крім того, S-Bahn Берлін, Гамбург, Мюнхен, Рейн-Майн і Штутгарт координуються та контролюються штаб-квартирою.

### Залізничний підрозділ (DB Regio Schiene)

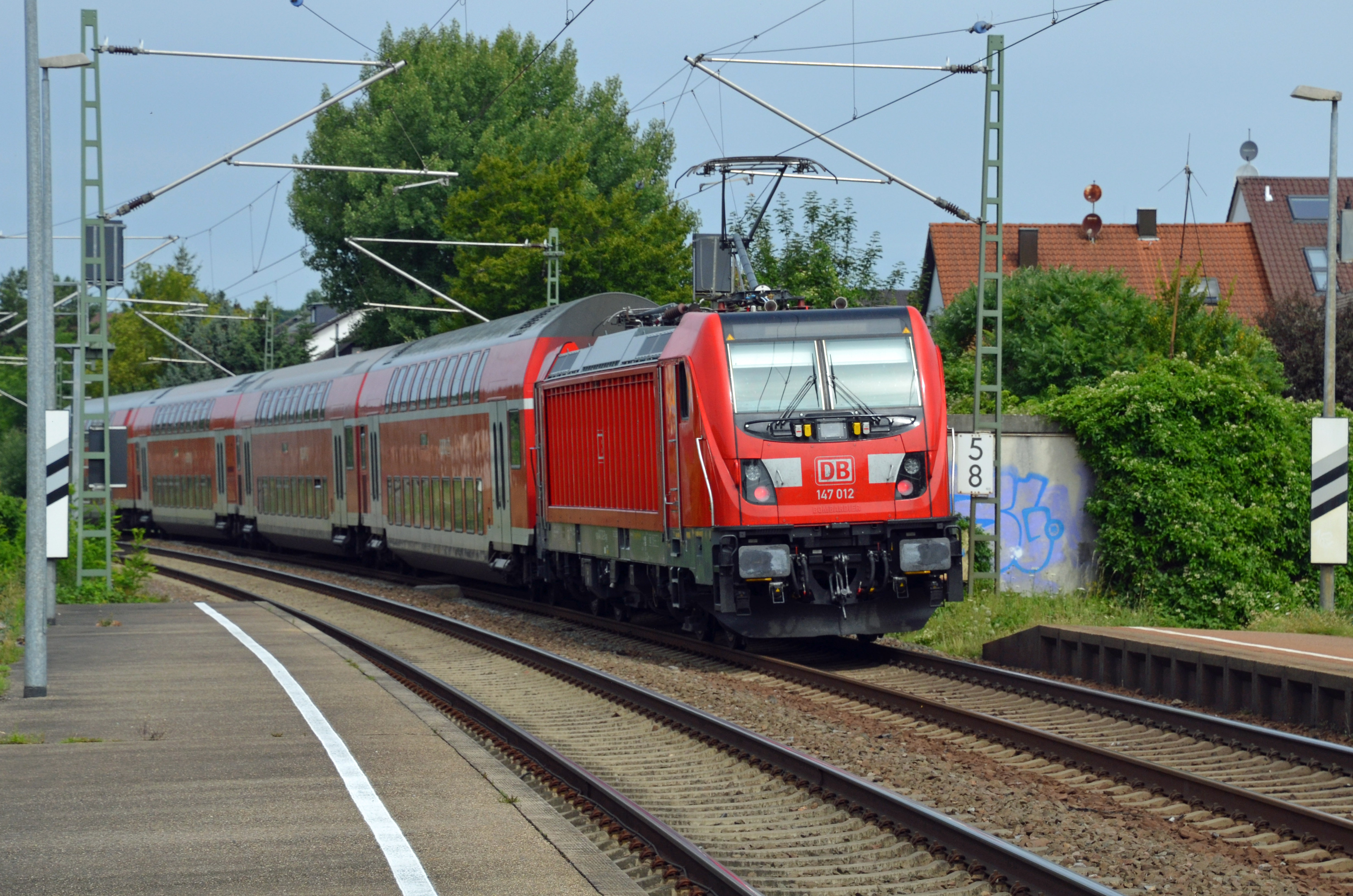
Регіональний поїзд DB Гейдельберг — Штутгарт

Залізничний підрозділ розділений на сім регіонів. 
Крім того, є п’ять міських поїздів (S-Bahn), які курсують безпосередньо від штаб-квартири, 
а також незалежні регіональні мережі (RegioNetz).
- Регіональні:
  - DB Regio Baden-Württemberg (Баден-Вюртемберг)
  - DB Regio Bayern (Баварія)
  - DB Regio Mitte (Гессен, Рейнланд-Пфальц, Саарланд) (було створено 1 січня 2017 року шляхом злиття DB Regio Hessen і DB Regio Südwest)
  - DB Regio Nord (Бремен, Гамбург, Нижня Саксонія, Шлезвіг-Гольштейн)
  - DB Regio Nordost (Берлін, Бранденбург, Мекленбург-Передня Померанія)
  - DB Regio NRW (Північний Рейн-Вестфалія)
  - DB Regio Südost (Саксонія, Саксонія-Ангальт, Тюрингія)
- S-Bahn :
  - S-Bahn Берлін,
  - S-Bahn Гамбург,
  - S-Bahn Мюнхен,
  - S-Bahn Рейн-Майн
  - S-Bahn Штутгарт
- DB RegioNetz Verkehrs GmbH:
  - Erzgebirgsbahn[en] (Саксонія)
  - Kurhessenbahn[en] (Північний Гессен і Північний Рейн-Вестфалія)
  - Oberweißbacher Bergbahn[en] (Тюрингія)
  - SüdostBayernBahn[en] (Нижня Баварія та Верхня Баварія)
  - Westfrankenbahn[en] (Нижня Франконія та північний Баден-Вюртемберг)

### Автобусний підрозділ (DB Regio Bus)
Автобусний підрозділ має 23 автобусні компанії, які, своєю чергою, володіють контрольними пакетами акцій інших автобусних компаній. 
З приблизно 725 мільйонами пасажирів і обсягом перевезень 8,4 мільярда пасажирських кілометрів DB Regio Bus є одним із найбільших німецьких автобусних перевізників. 
По всій країні використовується близько 13 400 автобусів. 
Станом на 2014 рік частка ринку регулярних автобусів у Німеччині становить близько 9 відсотків.
- Weser-Ems-Bus (Бремен)
- Autokraft (Шлезвіг-Гольштейн)

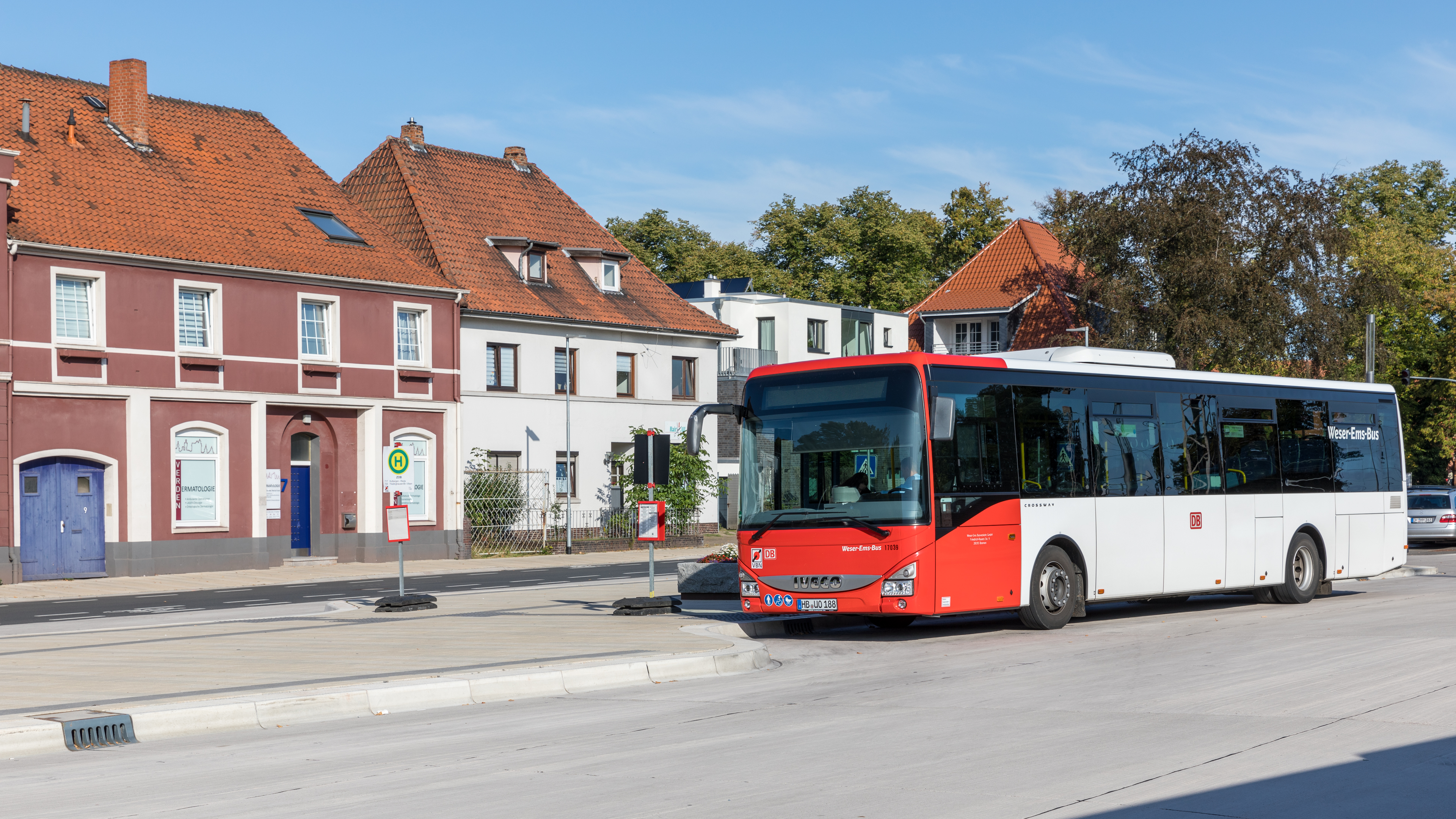
Автобус Weser-Ems у Верден-ан-дер-Аллер

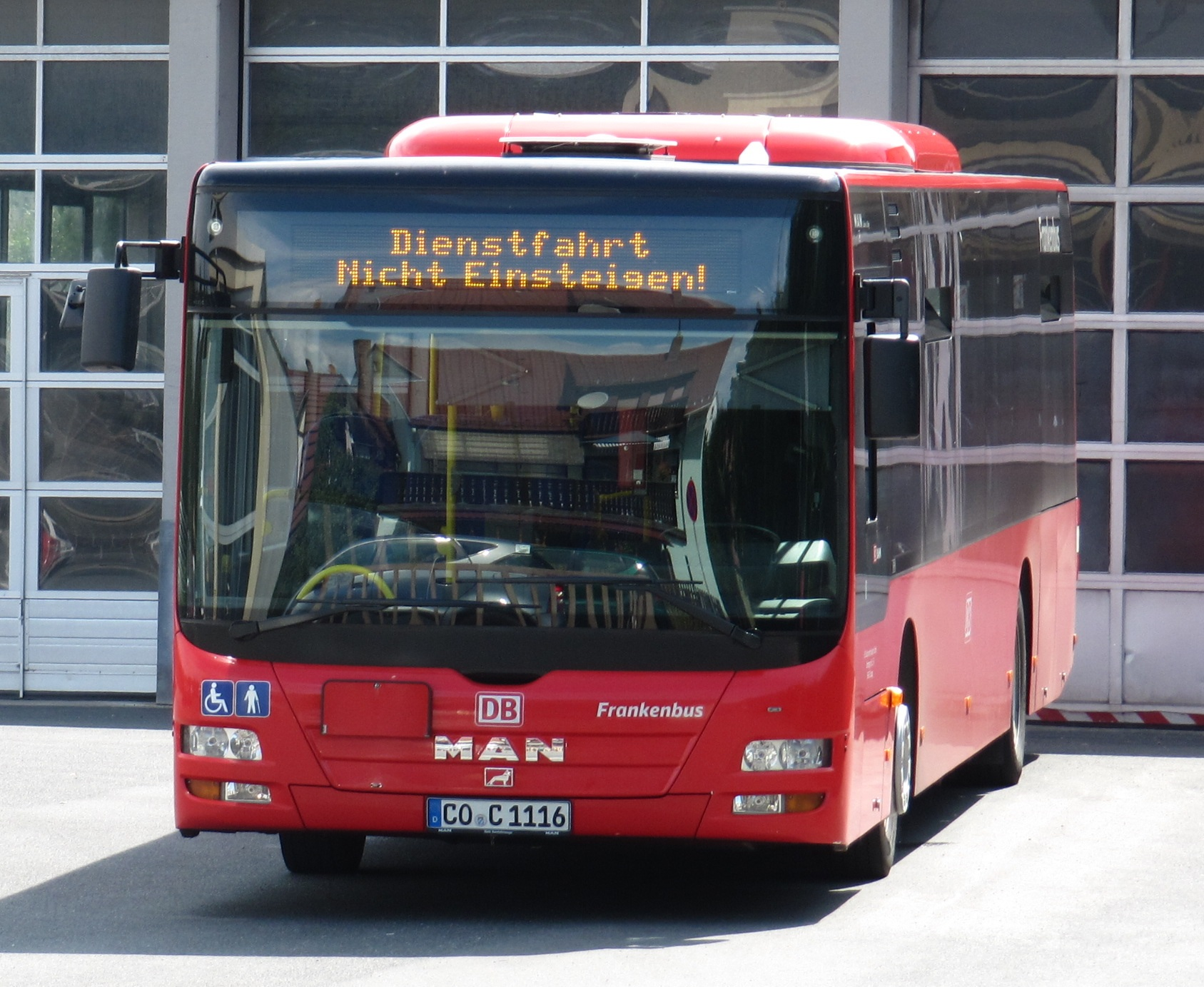
Автобус від DB Regio у Франконії

- Südniedersachsenbus (Нижня Саксонія)
- Westfalenbus (Північний Рейн-Вестфалія)
- Ostwestfalen-Lippe-Bus (Північний Рейн-Вестфалія)
- Rheinlandbus (Північний Рейн-Вестфалія)
- Rhein-Nahe-Bus (Рейнланд-Пфальц)
- Rhein-Mosel-Bus (Рейнланд-Пфальц)
- Busverkehr Hessen (Гессен)
- Südwestbus (Баден-Вюртемберг)
- Rhein-Neckar-Bus (Баден-Вюртемберг)
- Regiobus Stuttgart (Баден-Вюртемберг)
- Regionalverkehr Alb-Bodensee (Баден-Вюртемберг )
- Südbadenbus (Баден-Вюртемберг)
- Oberbayernbus (Баварія)
- Untermainbus (Баварія)
- Ostbayernbus (Баварія)
- Frankenbus (Баварія)
- DB Regio Bus Ost GmbH (Бранденбург)
- Busverkehr Märkisch-Oderland (Бранденбург)
- Busverkehr Oder-Spree (Бранденбург)
- BEX Bayern Express & P. Kühn GmbH (Берлін)